# Lepidodexia tessellata
Lepidodexia tessellata är en tvåvingeart som först beskrevs av Aldrich 1916.  Lepidodexia tessellata ingår i släktet Lepidodexia och familjen köttflugor. Inga underarter finns listade i Catalogue of Life.